# Fujita Tōko

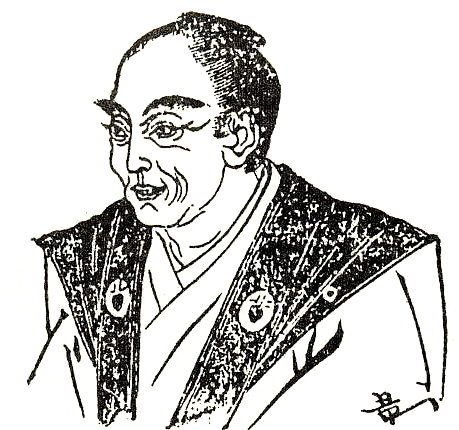
Fujita Tōko

Fujita Tōko (japanisch 藤田 東湖; geboren 4. Mai 1806; gestorben 11. November 1866 in Edo) war ein japanischer Denker und eine der zentralen Figuren der Tempō-Reformen.

## Leben und Wirken
Fujita Tōko führte die Namen Takejirō (武次郎), Toranosuke (虎之助) und Seinoshin (誠之進). Sein Vater war Fujita Yūkoku (1774–1826), eine wichtige Person der späten Mito-Studien. Seine Mutter hieß Ume (梅); sie war eine Tochter des Samurai Tan Buemon (丹 武衛門). Im Jahr 1827 übernahm Fujita den Familienbesitz mit einem Einkommen von 200 Koku. Er war zuständig für Geschenke (進物番, Shimbutsu-ban) und Herausgegeben der Geschichtswerke an der Domänen-Schule „Shōkōkan“ (彰考館). Fujita unternahm Anstrengungen, die Fujita-Schule und die konkurrierende Tachihara-Schule miteinander zu versöhnen. Er blieb weiterhin amtierender Leiter der Domänen-Schule.
Im Jahr 1812 förderte Fujita eine Bewegung zur Einsetzung von Tokugawa Nariaki (1800–1860) als Nachfolger als Herr der Mito-Domäne. Nariaki wurde mit Hausarrest bestraft, Fujita jedoch konnte zunächst seine Karriere fortsetzen. So wurde er zum Bezirkskommissar (郡奉行, Gun-bugyō) und Edozume no Tsūji (江戸詰通事). 1835 wurde er Regierungskommissar (御用調役, Goyō Chōyaku) und 1840 zum Großkammerherr (側用人; Goyō-nin) befördert und wurde mit Toda Chūdayū (戸田 忠太夫; 1804–1855) stärkste Kraft, was die Tempō-Reformen anging. Er wirkte gleichzeitig als Leiter der Abteilung für Landreform (土地方改掛, Tochi arateme-kakari), der Leiter der Abteilung für Verbesserung der finanziellen Verhältnisse (御勝手改正掛, O-katte keisei-kakari) und für das Kōdōkan (弘道館掛).
Als Nariaki 1844 sich endgültiug in den Ruhestand zurückziehen musste, wurde Fujita seines Postens enthoben und verlor damit sein Einkommen. 1846 wurde er inhaftiert und 1847 zu Hausarrest verurteilt. Diese Strafe wurde im Schaltfebruar 1852 aufgehoben. Im Jahr 1854 trat er dem Shogunat als Berater der bei. Im Januar 1854 wurde er wieder Großkammerherr (側用人), doch im darauffolgenden Jahr kam er während des großen Ansei-Erdbebens in seiner Residenz in Edo um.
Es wird gesagt, dass Fujita, als er jung war und ein britisches Schiff am Hitachi-Ōtsu-Strand (常陸大津浜) auftauchte, sich beeilte, die Ausländer zu vertreiben. Seine repräsentativen Werke sind „Kōdōkan Kijutsugi“ (弘道館記述義) – „Kurze Beschreibung des Kōdōkan“ und „Hitachi no Obi“ (常陸帯) – „Übersicht über die Provinz Hitachi“.